# Maximilian von Preuschen
Maximilian Ludwig Konrad Friedrich Freiherr von Preuschen (* 12. August 1867 in Darmstadt; † 3. Juli 1932 ebenda) war ein preußischer Generalmajor.

## Leben

### Herkunft und Familie
Maximilian von Preuschen entstammte dem hessischen Adelsgeschlecht „von Preuschen“ und wurde als Sohn des Großherzoglichen Kammerherrn und Geheimrat Friedrich Wilhelm von Preuschen (1823–1897) und dessen Ehefrau Anna Freiin Löw von und zu Steinfurth (1833–1922) geboren. Er wuchs mit seinen Geschwistern Marie (* 1854), Luise (* 1855), Karl (1862–1925, Generalleutnant), Wilhelmine (* 1866, ∞ 1906 Karl Kirchhoff), und Friedrich Octavio (* 1872) auf.

### Wirken
Nach seiner Schulausbildung entschied er sich, wie sein älterer Bruder Karl, für eine Laufbahn in der Preußischen Armee.
Vom 19. September 1914 bis zum 22. März 1916 und vom 31. Mai bis zum 20. Dezember 1916 befehligte er das Leibgarde-Infanterie-Regiment Nr. 115, das mit dem Infanterie-Regiment Nr. 116 und dem 5. Großherzoglich Hessischen Infanterie-Regiment Nr. 168 die 49. Infanterie-Brigade innerhalb der Großherzoglich Hessischen 25. Division bildete.
Die Division wiederum war Teil des XVIII. Armee-Korps.
Als Oberst war er Befehlshaber des Regiments und an der Schlacht um Verdun beteiligt.
Im Februar 1916 kam es zu dem Gefecht im Wald von Caures, bei dem das Infanterie-Regiment Nr. 115 wesentlich zum Erfolg beitrug.
Später wurde Preuschen zum Generalmajor befördert.
Die Quellenlage gibt über seinen weiteren Weg keine Aufschlüsse.